# Preko (ort i Kroatien, lat 44,08, long 15,20)
Preko är en ort i Kroatien.   Den ligger i länet Zadars län, i den södra delen av landet, 200 km söder om huvudstaden Zagreb. Antalet invånare är 1 358.
Terrängen runt Preko är huvudsakligen platt, men västerut är den kuperad. Havet är nära Preko söderut.  Närmaste större samhälle är Zadar, 5,3 km nordost om Preko. 